# A francia királylány dala
A francia királylány dala Kacsóh Pongrác János vitéz című daljátékának egyik betétdala.
János vitéz a szépséges francia királylány kérésére kijelenti, hogy leszámol a törökkel, megmenti az országot és a francia koronát. A királylány arról ábrándozik, hogy ő is szívesen részt venne a csatában.

## Kotta és dallam
| Oh, csak ne volnék gyenge leányka, akit a szellőtől is óvnak, bátran rohannék én a csatába, hangján a trombitaszónak! Trara, trara, oly szép a kürt, mikor a bősz csatába küld, s mennek előre, mennek előre a leventék. Oh, be jó is volna, oh, hatalmas ég, ha lány helyett legény lehetnék! Be jó is volna, oh, hatalmas ég, ha lány helyett legény lennék. | Mennék előre csak rendületlen, csillogna kardom vert ezüstje, reszketne tőlem mind, oh, az ellen, és menekülne messze űzve. Ratam, ratam, ha szól a dob, szemem ragyog, szívem dobog, oh, hogy repülnék, oh, hogy repülnék, hogy sietnék. |

## Felvételek
- Kacsóh Pongrác–Heltai Jenő:  Francia királykisasszony dala. Gyurkovics Mária  YouTube (2012. február 5.)  (Hozzáférés: 2017. május 27.) (audió)
- Kacsóh Pongrác–Heltai Jenő:  A francia királylány dala. Lehoczky Éva, MRT Szimfonikus Zenekara, Vezényel: Polgár Tibor  YouTube (2014. június 1.)  (Hozzáférés: 2017. május 27.) (audió)
- Kacsóh Pongrác–Heltai Jenő:  A francia királylány dala. Benedekffy Katalin ének, Neumark Zoltán zongora  YouTube. MOM Kulturális Központ (2014. október 2.)  (Hozzáférés: 2017. május 27.) (videó)
- Kacsóh Pongrác–Heltai Jenő:  A francia királylány dala. Takács Barbara ének, Kovács Éva zongora  YouTube. Székesfehérvár (2015. május 31.)  (Hozzáférés: 2017. május 27.) (videó)
- Kacsóh Pongrác–Heltai Jenő:  A francia királylány dala. Molnár Ágnes ének, Beijing Symphony Orchestra(en), vezényel Kesselyák Gergely  YouTube. Beijing (2013. január 11.)  (Hozzáférés: 2017. május 27.) (audió)
- Kacsóh Pongrác–Heltai Jenő:  A francia királylány dala. Fischl Mónika  YouTube. Budavári Palotakoncert (2016)  (Hozzáférés: 2017. május 27.) (videó)
- Kacsóh Pongrác–Heltai Jenő:  A francia királylány dala. Ötvös Csilla  YouTube (2010. június 16.)  (Hozzáférés: 2017. május 27.) (videó)